# Saint-Louis (Senegal)
Saint-Louis (wolof: Ndar) – miasto w północno-zachodnim Senegalu, ośrodek administracyjny regionu Saint-Louis, przy ujściu rzeki Senegal do Oceanu Atlantyckiego. Zachodnia część miasta położona jest na półwyspie Langue de Barbarie. Miasto zamieszkuje około 186,3 tys. osób.

## Historia
Miasto zostało założone w 1659 roku jako pierwsza francuska osada kolonialna w Afryce. Pierwotnie St. Louis leżało na wyspie na rzece Senegal, jednak w kolejnych wiekach rozrosło się i objęło swoim zasięgiem także stały ląd po obu stronach rzeki. Pod koniec XVIII wieku istniało tu tętniące życiem miasto portowe i handlowe, liczące ok. 10 tys. mieszkańców różnych ras i narodowości. W XIX wieku St. Louis było stolicą francuskich terytoriów zależnych w Afryce Zachodniej. W 1904 stolicę Francuskiej Afryki Zachodniej przeniesiono do Dakaru, jednak St. Louis pozostawało stolicą Senegalu i połączonej z nim Mauretanii. Dopiero w 1958 po upadku kolonialnej potęgi Francji w Afryce miasto straciło swoją rangę, pozostaje jednak jednym z ważniejszych ośrodków turystycznych Senegalu.
W 2000 położone na wyspie zabytkowe centrum Saint-Louis wpisano na listę światowego dziedzictwa UNESCO.

## Gospodarka
W mieście rozwinął się przemysł włókienniczy, spożywczy, skórzany oraz poligraficzny.

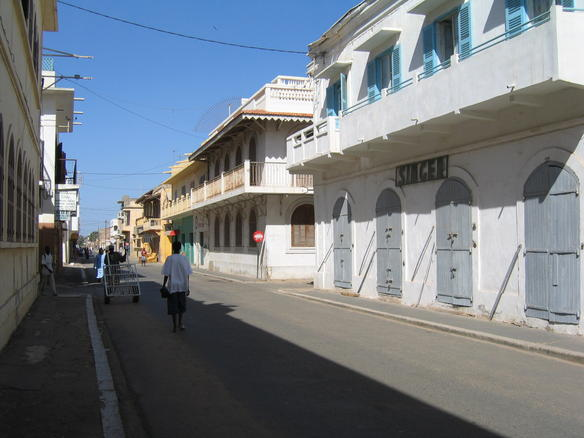
Ulica z kolonialną zabudową w Saint-Louis
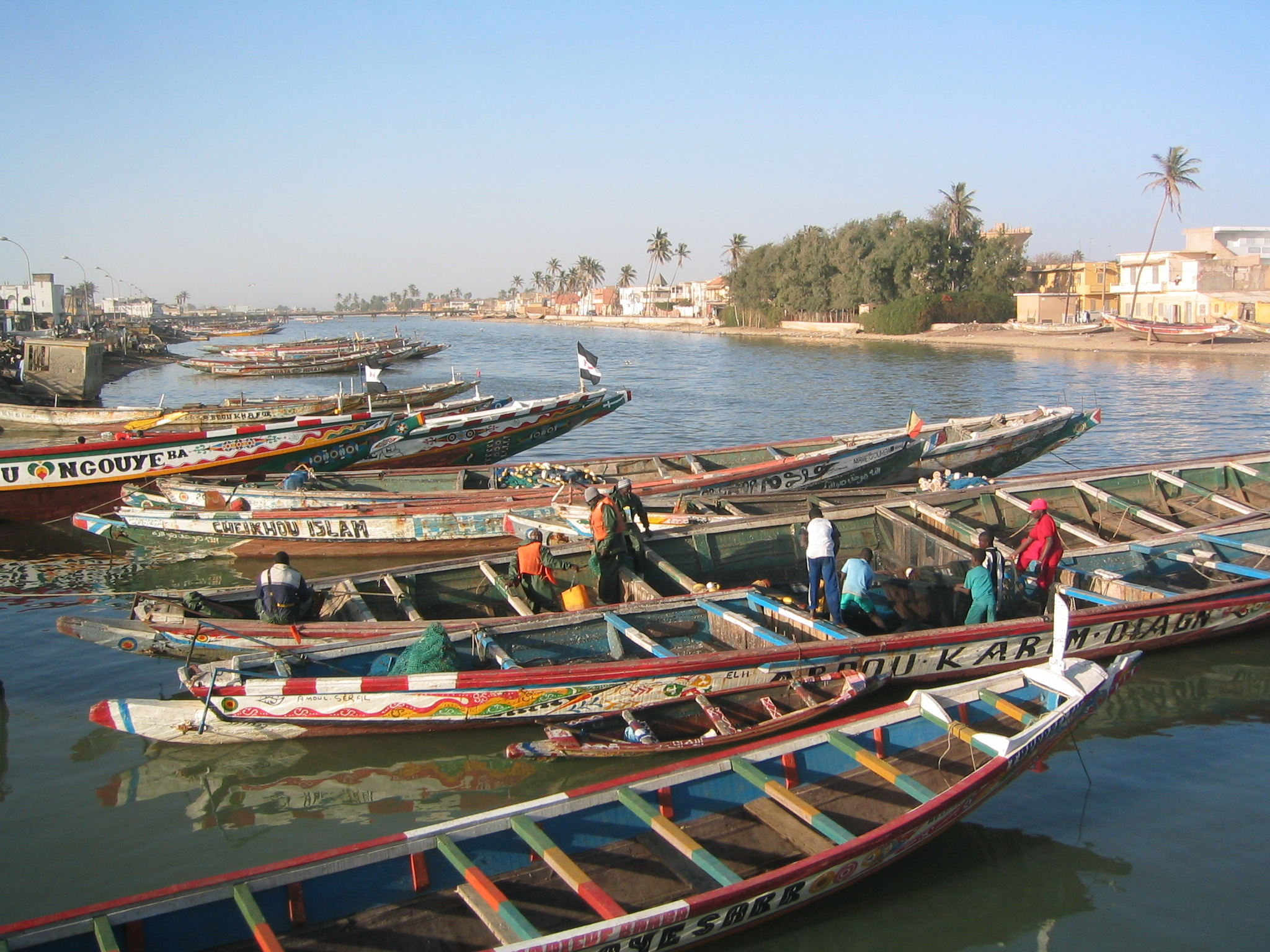
Pirogi rybackie w Saint-Louis

## Współpraca
Miejscowości partnerskie:
- Bolonia, Włochy
- Liège, Belgia
- Lille, Francja
- Saint Louis, Stany Zjednoczone